# Río Chalía
El río Chalía o Shehuen es un río que se encuentra en la provincia de Santa Cruz en la Patagonia, República Argentina. Es el principal afluente del Río Chico de Santa Cruz.
La ley n.º 2975 sancionada por la Legislatura de Santa Cruz el 26 de abril de 2007 creó una reserva provincial en la zona en donde se encuentran las pinturas rupestres sobre el río Chalia, ubicadas en la estancia Los Cerros.

## Características
La cuenca de este río, y en particular su valle, sufre un intenso proceso de desertificación, consecuencia de la acción eólica y de un mal uso de la tierra. Actualmente, muchas estancias están abandonadas y sus tierras son improductivas.
El ambiente es extremadamente árido, con precipitaciones de 200 mm, y valores máximos de 400 a 500 en las nacientes occidentales. El caudal medio correspondiente es de 2,53 m³/s, con crecidas máximas anuales promedio de 30 a 40 m³/s y valores mínimos de pocas decenas de litros/s.

## Recorrido
Recorre de oeste a este la provincia de Santa Cruz, a la altura del paralelo 50°Sur. Su cuenca se emplaza entre las cuencas del lago Cardiel y la del río Santa Cruz.
El río nace en la meseta del Viento, entre los lagos San Martín y Viedma, que no forman parte de su cuenca. Recibe el aporte de las precipitaciones en sus nacientes (unos 500 mm anuales). En su curso superior, su cauce toma un rumbo oeste-este y en las cercanías de la Estancia La Rubia, recibe el aporte del arroyo Potranca, su único afluente permanente que también nace en esa meseta. En el pasado también recibía al río Mesetas hoy capturado por el lago Tar.
El curso medio comienza a la altura del cerro Moro. A partir de allí, el cauce se dirige al sudeste en dirección a Tres Lagos donde toma dirección E-O hasta alcanzar su desembocadura en el Chico. En los últimos 80 km antes de su desembocadura, el valle tiene una anchura de 8 km.